# Johanneshov
För andra betydelser, se Johanneshov (olika betydelser).

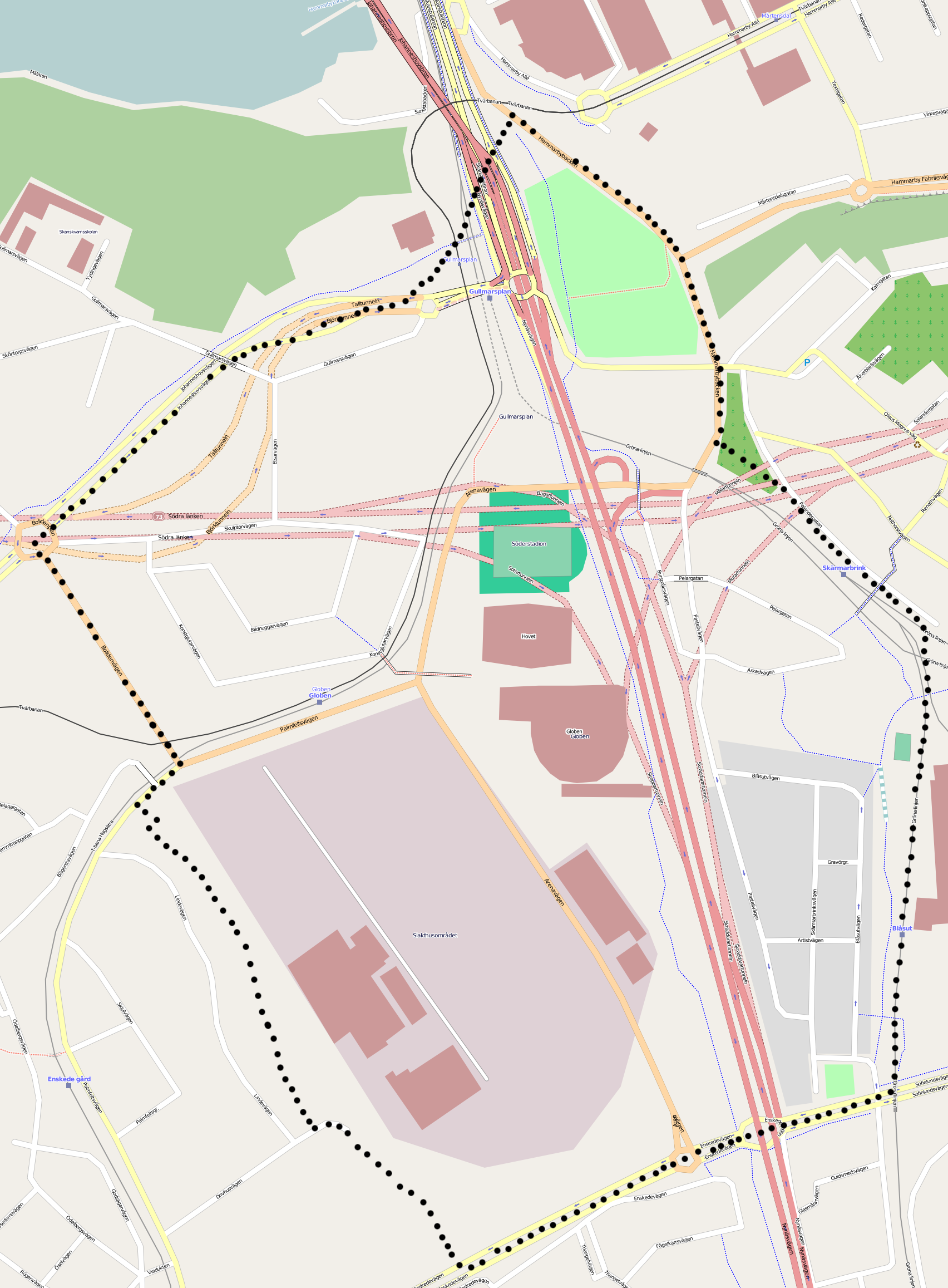
Karta över Johanneshov.

Johanneshov uttal (fil) är en stadsdel i norra delen av Söderort inom Stockholms kommun. Den gränsar till stadsdelarna Södra Hammarbyhamnen, Hammarbyhöjden, Gamla Enskede, Enskede gård och Årsta.  Här ligger Globenområdet och Slakthusområdet.

## Namn och administrativ historik
Namnet bars ursprungligen av torpet Johanneshov, byggt 1725 och döpt efter amiralitetslöjtnanten Johan Grund.[källa behövs]
Stadsdelen Johanneshov bildades 1932 och fick sin nuvarande omfattning 1952 då ett mindre område norr om Huddingevägen (nuvarande Johanneshovsvägen) och ungefär öster om Skagervägen överfördes till stadsdelen Årsta. 
Området ingår i Enskede församling. Från 1997 till 1999 ingick stadsdelen i stadsdelsområdet Årsta därefter från 1999 till 2007 i Enskede-Årsta stadsdelsområde och från 2007 i Enskede-Årsta-Vantörs stadsdelsområde.
Postorten Johanneshov är postadress för ett stort område i norra delen av Söderort.

## Geografi, natur och tidig bebyggelse
Stadsdelen Johanneshov ligger söder om Skanstull med Gullmarsplan i dess norra ände (vars T-banestation bar namnet Johanneshov till 1958). Området sträcker sig i söder till Enskedevägen och Sofielundsvägen. I nordväst går Bolidenvägen och dess västra gräns är strax öster om Lindevägen. Dess östra gräns utgörs av T-banans sträckning upp till Palandergatan och Hammarbybacken och omsluter där Kolerakyrkogården.
Naturen dominerades av Stockholmsåsen som löper i norr söder i dess mitt, där idag Globenområdet ligger. Öster om åsen gick Dalarövägen och dess efterföljare Nynäsvägen.
Johanneshovs gård låg i nordöstra delen av området och gårdarna Skärmarbrink och Blåsut i dess östligaste del.
I östra delen fanns odlingsmark men området dominerades i övrigt av skog och en mindre mosse just söder om dagens T-banestation Globen. 
Johanneshovs skans påbörjade 1859 som en del i en tänkt försvarsring för Stockholm. 
Slakhusområdet började uppföras 1910 med en järnväg dit, Slakthusbanan. Spårvägen Enskedebanan gick igenom området från 1 april 1909
I anslutning till att Slakthusområdet kom till, gjordes vissa schaktningar i åsen öster därom för att säkra tillgång på kylvatten. De två dammarna som anlades kallades Ödledammarna

### Johanneshovs skans
Johanneshovs skans är ett ofullbordat befästningverk beläget i Johanneshov, som började byggas 1859. Redan 1860 bestämde ståndsriksdagen att byggnadsarbetena för det väldiga projektet skulle avbrytas då försvarskonceptet ansågs vara föråldrat. 1998 utförde Stockholms stadsmuseum en arkeologisk undersökning och en utgrävning av skansens rester. Av Johanneshovs skans återstår idag norra grundmuren till slutvärnet bestående av en cirka 79 meter lång granitmur med två hörnrondeller och innanför liggande skyttegångar. Resterna finns numera i källarplanet av ett kontorshus vid Arenavägen, direkt norr om Söderstadion. Anläggningen är ett fornminne och kan besökas av allmänheten på kontorstid.

## Anläggningar från början av 1900-talet och framåt

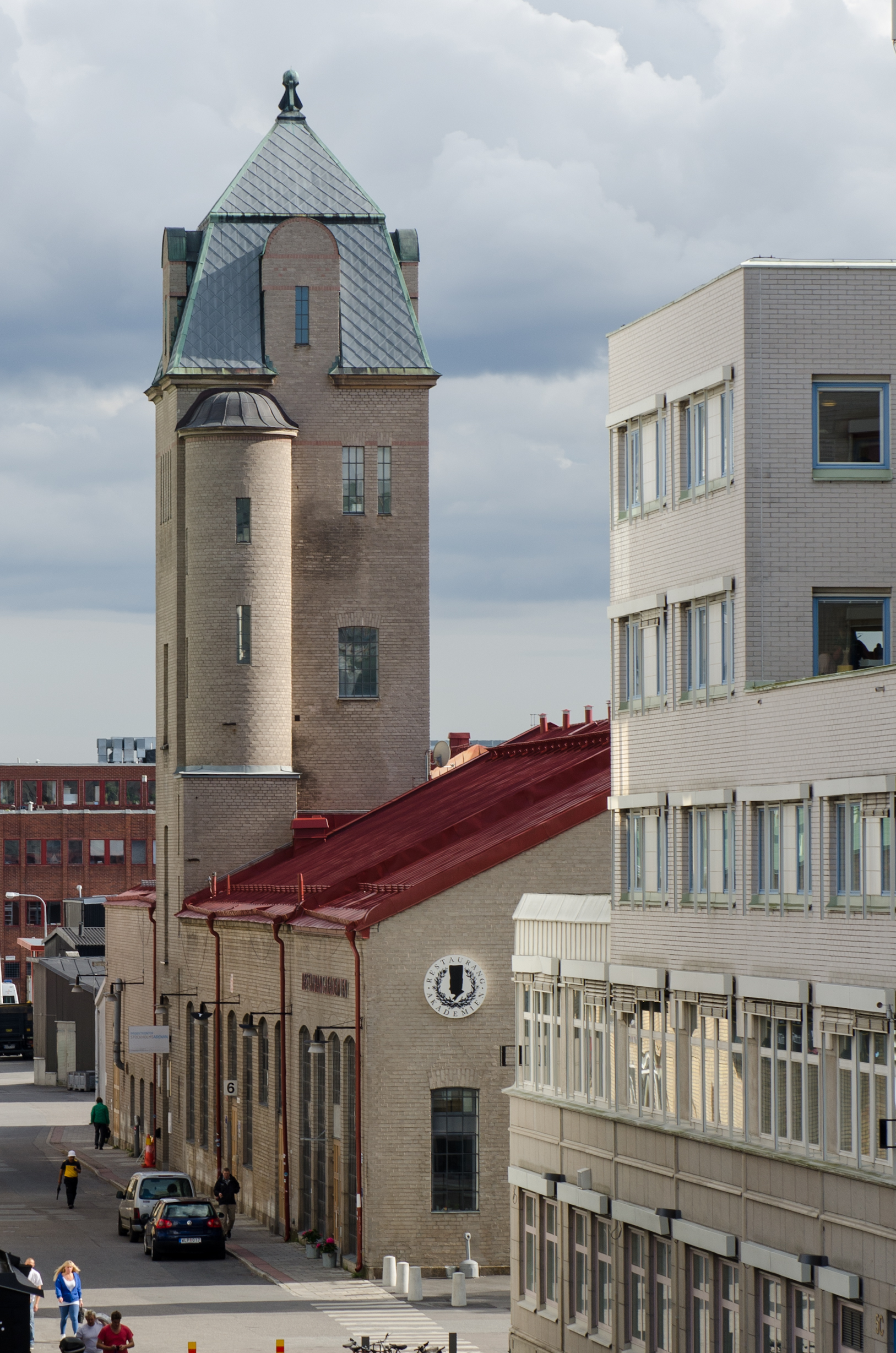
Vattentornet i Slakthusområdet.

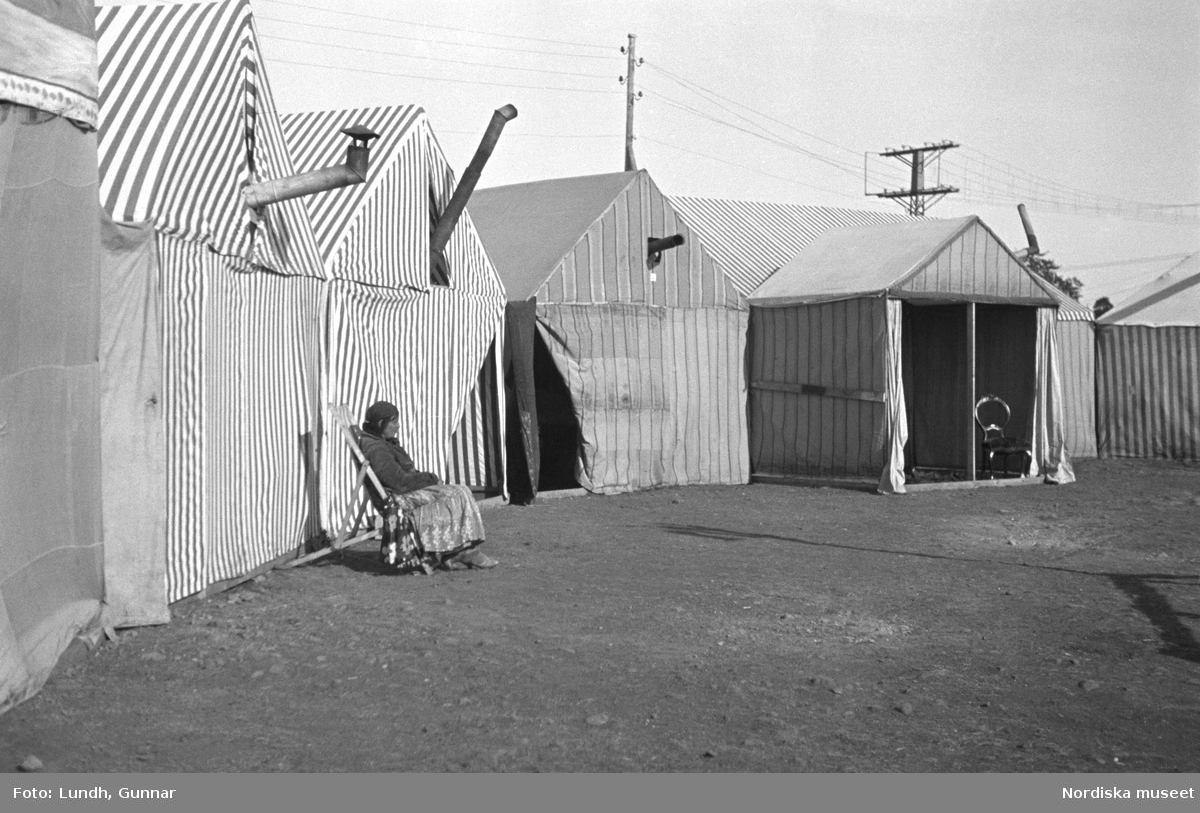
Familjen Taikons läger i Johanneshov, foto från 1933

### Slakthusområdet
Enskede slakthus uppfördes 1906–1912, arkitekt Gustaf Wickman. Man uppförde bland annat stallar, kontorslokaler, kylhus, marknadshallar och ett vattentorn. Från 8 februari 1912 infördes slakttvång i Stockholm, vilket innebar att all slakt skulle ske vid slakthuset. Själva slakten upphörde 1990, men i området finns ännu många charkuteriföretag. Även företag i andra branscher finns här numera.

### Idrottsanläggningarna
Johanneshov är hemvist till följande idrottsklubbar: Djurgårdens IF Fotboll, Hammarby IF Fotboll, AIK Ishockey och Djurgården Ishockey.
Johanneshovs IP med en arena för fotboll anlades 1923–1928, där arenan 1966 byggdes om till Söderstadion.
Vid de öppna planerna söder om arenan anlades 1954–1955 Johanneshovs isstadion. I början var det en öppen arena, men 1961–1963 täcktes den med ett tak och byggdes till med arkitekt Paul Hedqvist.
1986 påbörjades byggandet av Globenområdet med Globen, världens största sfäriska byggnad, arkitekt Berg Arkitektkontor.
2011 påbörjades bygget av Tele2 Arena som togs i bruk 2013.

### Bostäder och service
Nynäsvägen delar stadsdelen i en östlig och en västlig del. De första husen började byggas öster om Nynäsvägen i mitten av 1940-talet. Innan dess fanns här, förutom Slakthusområdet, bara koloniområden och småindustrier.
Stadsdelens centrum ligger kring torget Gullmarsplan. Husen runt torget ritades av Sven Backström och Leif Reinius, förutom posthuset som ritades av Erik Lallerstedt.

## Gator och torg

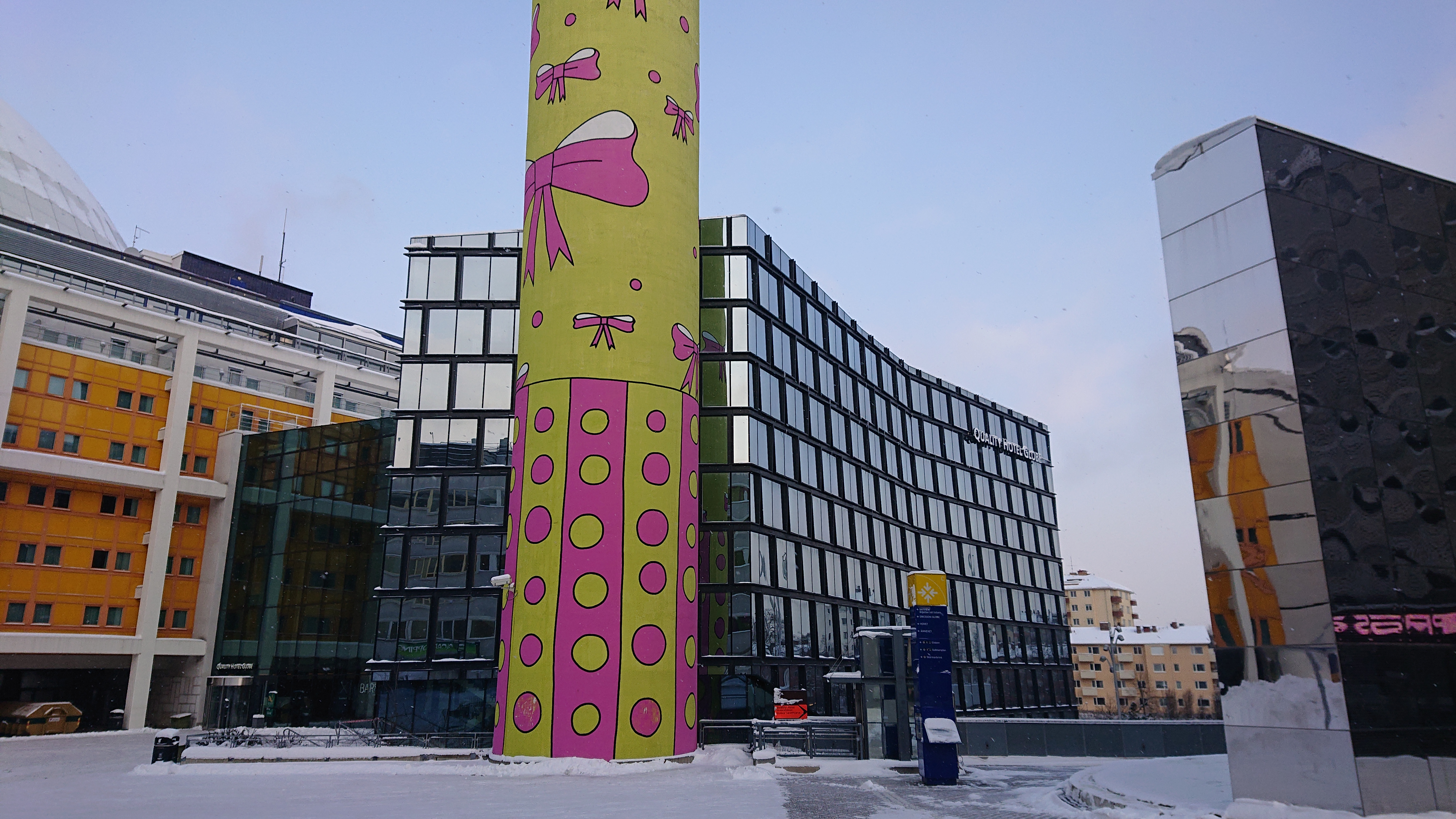
Hotell i bakgrunden.

Några av de mer kända gatorna och torgen i Johanneshov är Arenavägen, Gullmarsplan, Johanneshovsvägen och Nynäsvägen. Bostadsbebyggelsen följer den stadsplan som framlades 1939. I området planerar Stockholms stad nya bostäder, kontor, tunnelbana och handel under namnet Söderstaden.

## Kommunikationer
Stadsdelen är försedd med fyra tunnelbanestationer; Gullmarsplan, Globen, Skärmarbrink och Blåsut. Tvärbanan stannar vid stationerna Gullmarsplan och Globen. Stationen Gullmarsplan och bussterminalen för Södertörnsbussarna är viktiga knutpunkter för kollektivtrafiken i södra Stockholm, hit kommer bussar från olika delar av Söderort samt Tyresö kommun och Haninge kommun.

## Bilder från Johanneshov

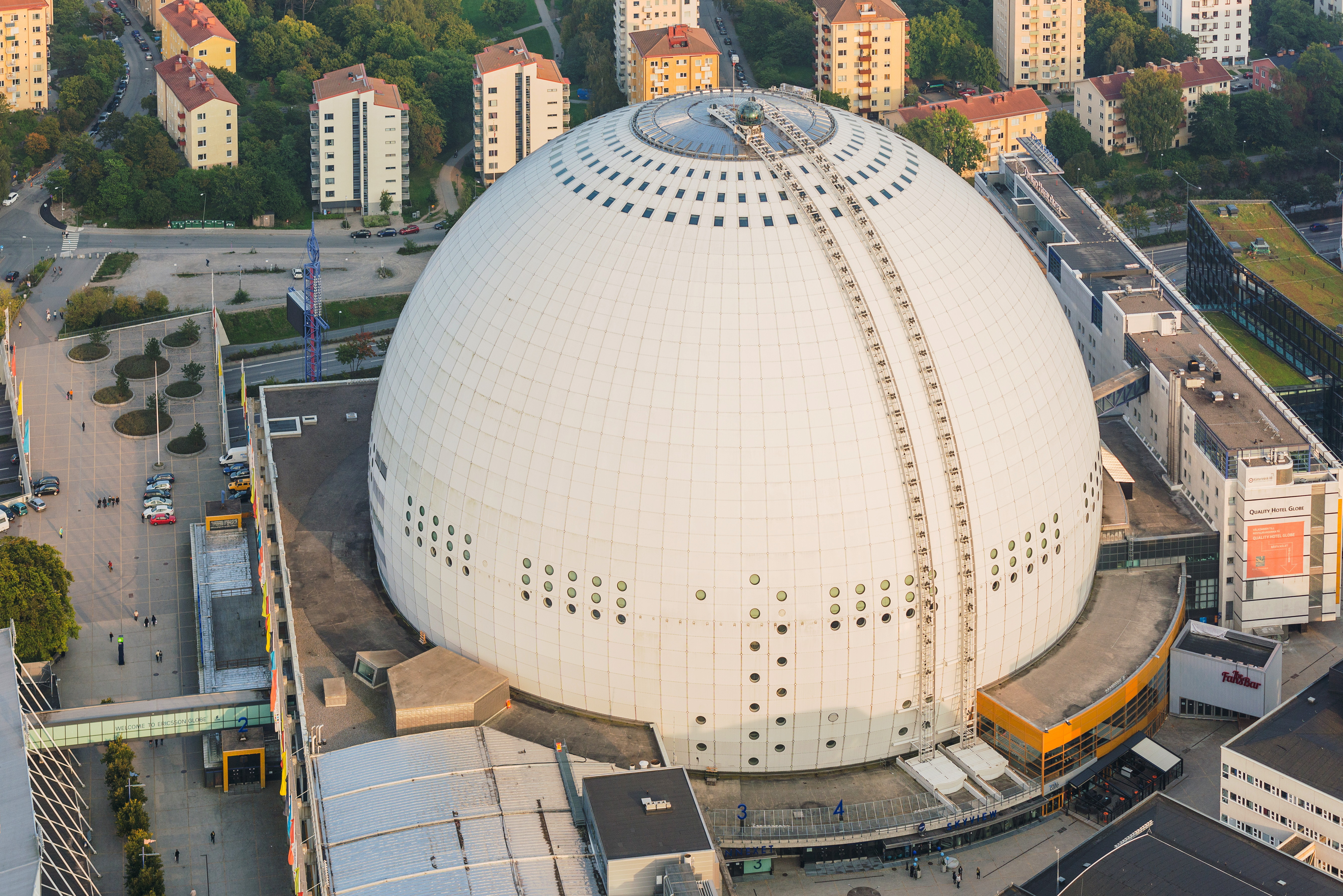
Globen
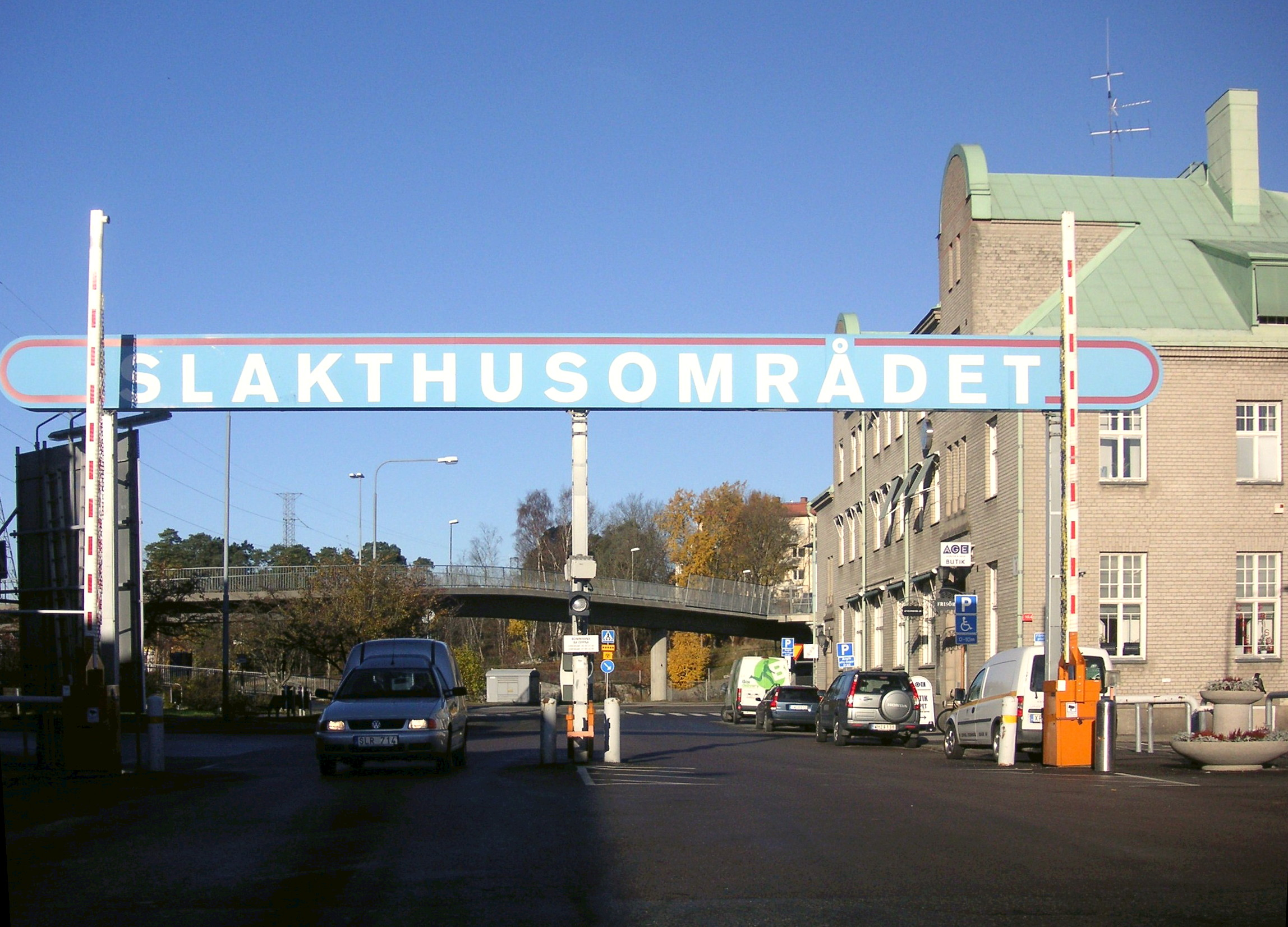
Slakthusområdet
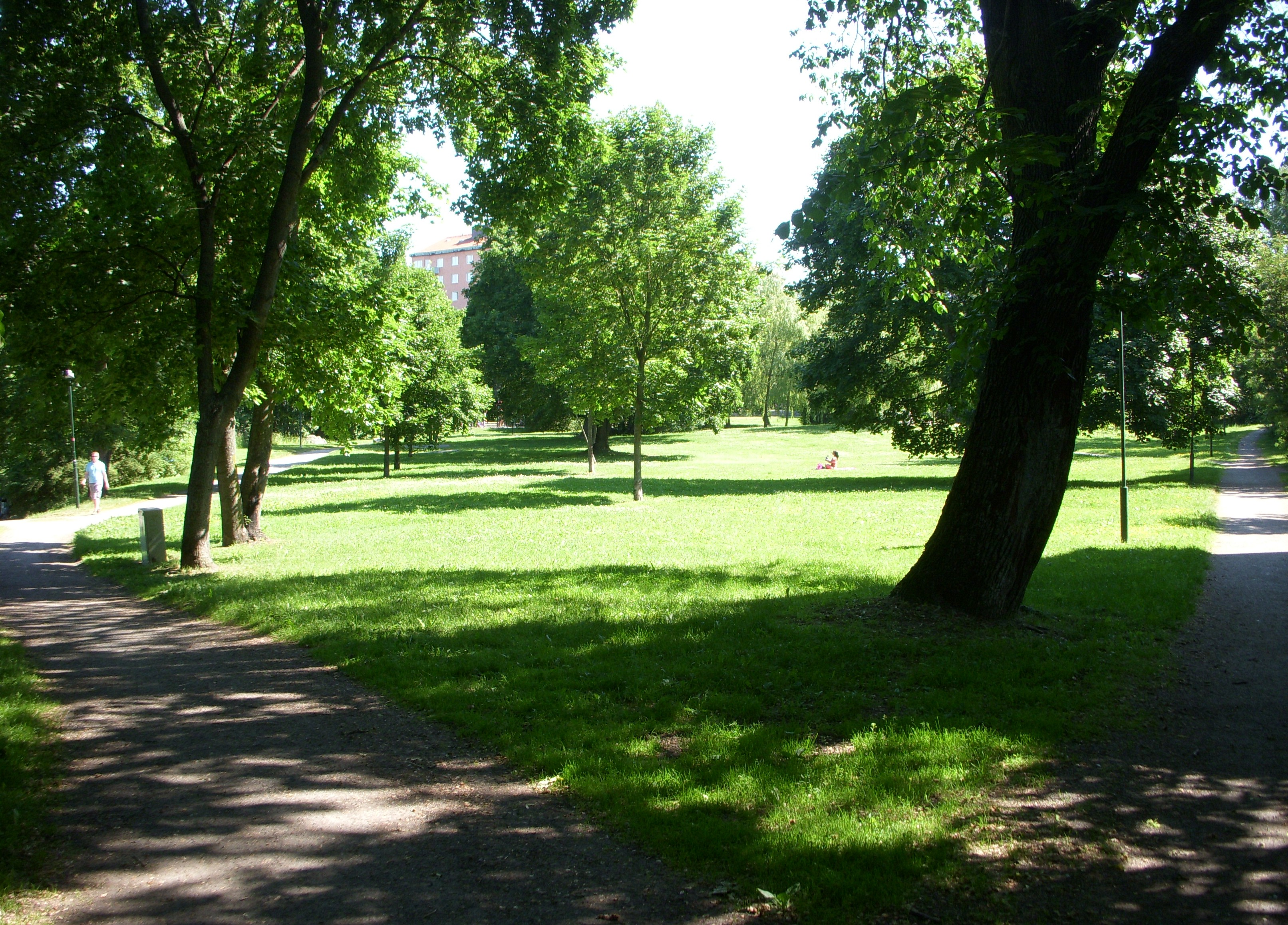
Grynkvarnsparken
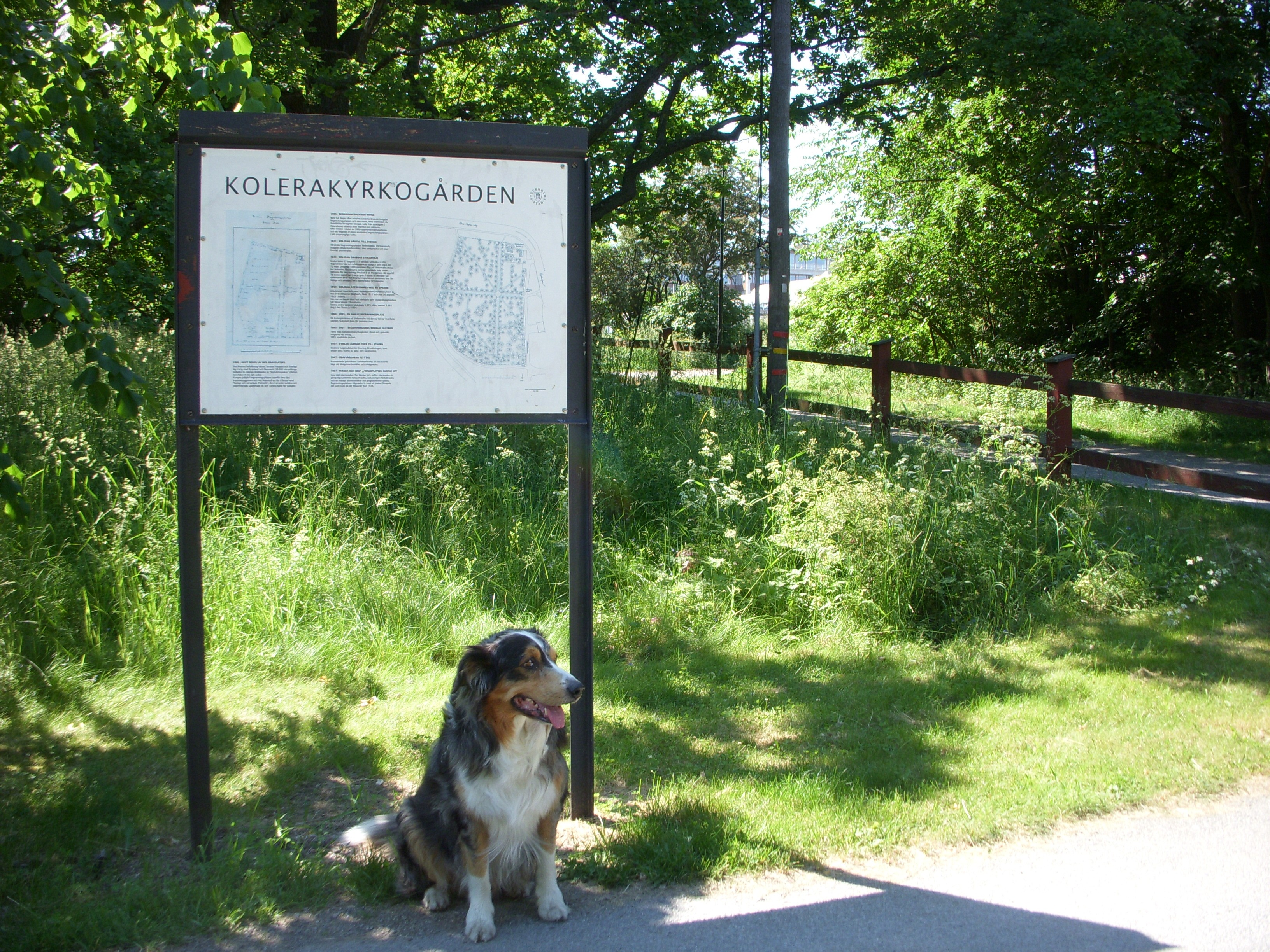
Kolerakyrkogården
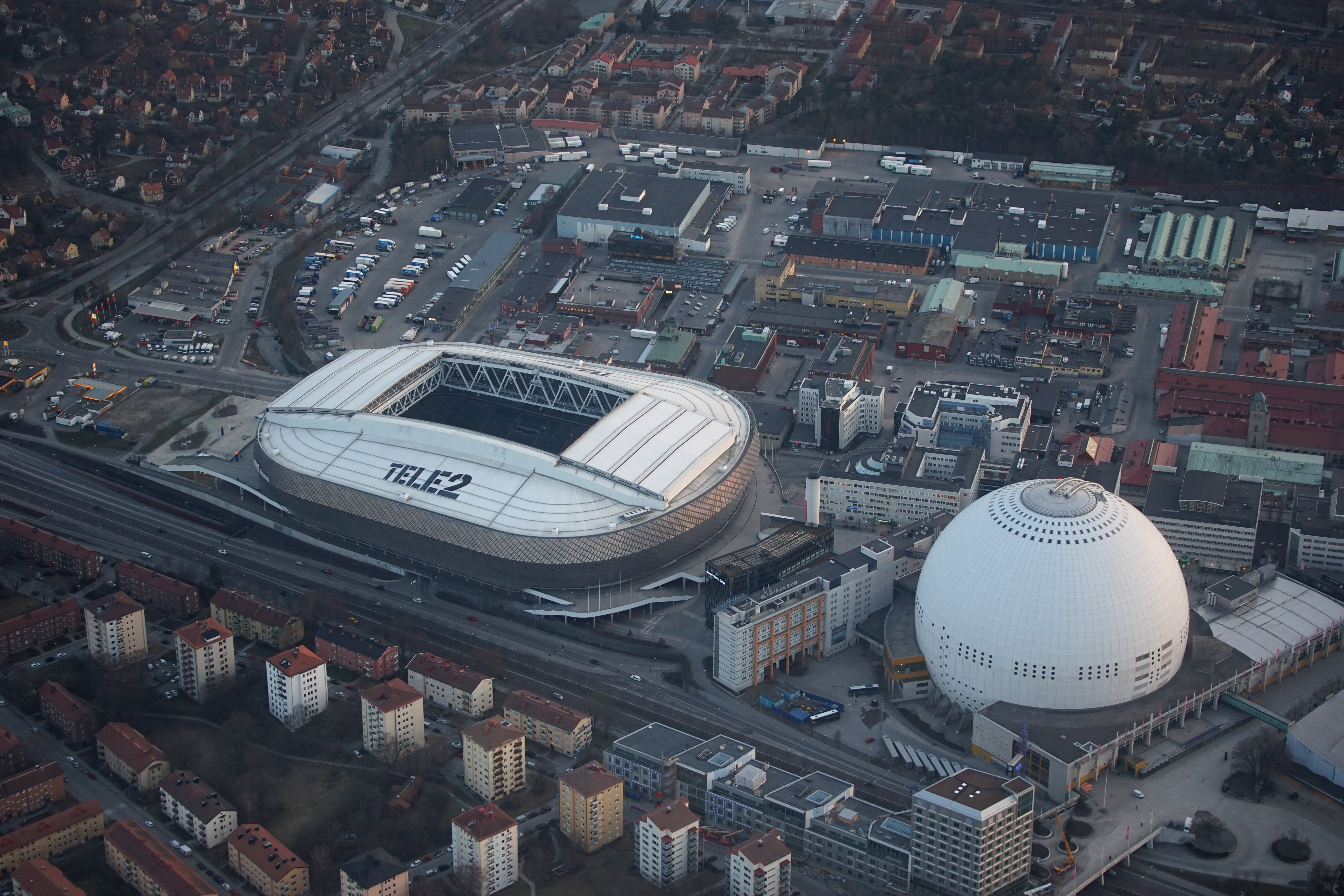
Globen City

## Demografi
31 december 2023 hade stadsdelen 6 353 invånare, varav cirka 34,9 procent med utländsk bakgrund.